# Jože Beranek
Jožef Beránek, slovenski ilustrator, stripar, karikaturist in častnik slovenskega domobranstva, * 22. junij 1913, Písková Lhota na Češkem,  † 1945, verjetno na poti na Krim.
V Ljubljano se je z družino preselil leta 1922. Leta 1930 je končal meščansko šolo, pet let pozneje pa diplomiral na oddelku za gradbeništvo in arhitekturo tehnične srednje šole v Ljubljani. Nato je odšel na likovno akademijo v Prago, a ker mu je kmalu umrla mama, se je po enem letu vrnil domov,  da bi očetu pomagal preživljati veliko družino.  Zaposlil se je v tovarni Saturnus kot industrijski oblikovalec. Vmes je odslužil vojaški rok in se vrnil s činom rezervnega podporočnika. Ko se je leta 1941 Saturnus preusmerili na izdelavo čelad, je dobil odpoved. Prijavil se je na natečaj časopisne hiše Slovenec, kjer so iskali ilustratorja, in bil izbran. Bil je ilustratorski samouk, ki si je nabiral znanje s prerisovanjem starih mojstrov. Njegovo najpomembnejše delo je  'Quo Vadis - roman v slikah'  iz leta 1943 - strip po knjigi Henryka Sienkiewicza, ki spada med začetke stripa na Slovenskem. V sodelovanju s pisateljem Jožetom Tomažičem je ilustriral večino njegovih Pohorskih pravljic in Pohorskih bajk, Botro vilo, Dravsko rožo, Drvarko Marijo, Pastirčkova nebesa, Oglarjevega sina idr. Narisal je tudi več knjižnih naslovnic. Jeseni 1944 je vstopil v propagandni oddelek Slovenskega domobranstva, kjer je kot poročnik ustvarjal propagandne plakate, brošure in letake.
Ko je maja 1945 izdan razglas, da se morajo vsi pripadniki nekdanje nemške vojske in pripadniki enot v službi okupatorja najkasneje v tednu dni javiti komandam mest ali drugim vojaškim organom, sicer jih bodo kaznovala vojaška sodišča, se je 11. maja sam javil komandi mesta Ljubljane. Do sojenja ni prišlo. Domači so ga nazadnje videli 18. maja 1945. Ubit naj bi bil maja ali junija leta 1945, poleg 216 drugih, zgolj zaradi namigov glede kolaboracije in narodnega izdajstva, po nalogu majorja Mitje Ribičiča oz. načelnika Ozne Ivana Matije - Mačka. Izpisek iz mrliškega lista in potrdilo, da ga štejejo za mrtvega od 1. 6. 1945, je vdova dobila šele leta 1969. Leta 2021 mu je bil posthumno priznan status političnega zapornika in žrtve protipravnega odvzema življenja (Komisija Zakona o popravi krivic).  .
Po nekaterih virih naj bi mu na pohodu na Krim, kjer naj bi ujetniki nabirali drva, na Ižanski cesti odsekali roke in ga pustili izkrvaveti (mdr. Tedenska tribuna (TT), tednik pri Slovenskem poročevalcu, predhodniku Dela).

Bogdan Novak: Imeli smo ljudi (Lipa zelenela je,  str. 218-219):
»Jaz sem ubil Jožeta Beraneka,« je prostodušno dejal Rogač. »Veliko belih sem spravil na oni svet, ampak ta mi je ostal najbolj v spominu. Če ne bom prišel živ z Golega, boste vedeli vsaj vi, kako je bilo.« Obrisal si je potno čelo in nadaljeval: »Peljali smo jih iz šentviških zaporov čez mesto proti Igu. Na Krimu bi jih morali ustreliti. Vmes je bil tudi Beranek. Tisti slikar, ki je risal za Slovenca in Slovenčevo knjižnico, pa tudi tiste plakate, ki so ljudi pozivali v domobranstvo. Ko smo jih v koloni po dva peljali čez Trnovo, me je Beranek nenadoma zaprosil, ali lahko steče domov, v sosednjo ulico, da bi se poslovil od žene in pravkar rojenega sina, ki ga še ni videl. Kaj jaz vem, kaj mi je bilo, vsekakor sem bil dobre volje od popitega žganja, in prošnja se mi je zdela tako bedasta, da sem mu ustregel. Je tudi pogledal tako vdano s tistimi svojimi očmi pod skodranimi lasmi, da sem popustil. Lahko greš, ampak pohiti, ker te ne bomo čakali, sem mu rekel. Šli bomo počasi na Ižanko in proti Igu in glej, da nas ujameš še pred Igom, sicer te bom prišel lastnoročno iskat in boš videl, kaj se bo zgodilo tvoji ženi, če te ne bom dobil. Sveto je obljubil, da se bo vrnil. Stekel je iz kolone v sosednjo ulico.
Poslovil se je od žene, ki mu je rekla naj pobegne, pa ni hotel, češ da jih peljejo na prisilno delo in da jih bodo čez kakšno leto izpustili. Bolje je to pretrpeti, ker če bi zbežal, bi priznal krivdo, on pa vso vojno ni nikomur storil nič hudega, samo risal je, kar so mu naročili. Tudi za ženo in otroka se je bal. Tako ju je poljubil v slovo, stlačil v nahrbtnik nekaj svežega perila in kos kruha, potem je tekel na drugo stran Ljubljanice in po Ižanki, da nas je res dohitel malo pred Igom. Ker sem popil že precej čez mero, nisem bil več dobre volje in razjezilo me je, ko sem ga zagledal, kako sopiha po cesti za nami. Ves zasopel se mi je javil. Kolona se je ustavila sredi tiste barjanske ceste. Nikjer ni bilo sence, sonce je neusmiljeno žgalo naravnost na glavo. Beranek, sem mu rekel, naredil si usodno napako, da si se vrnil. Saj sem obljubil, je sopihal in si z roko popravljal skodrane lase.. Ti si tisti Beranek, sem mu rekel, kaj, ki je risal plakate za belo gardo. Bolje bi bilo, če se ne bi vrnil. Prikimal je. Nikomur nisem naredil nič žalega, samo risal sem, je zajecljal. Risal sem, kar so mi naročili, je ponovil in ni razumel ničesar. Ne vem kaj mi je bilo, ampak ujezila me je ta njegova naivnost, da mi je verjel in ni ušel, ko je imel tako lepo priložnost. Nihče ne bi spraševal po njem. Beranek, sem mu jezno rekel, a veš, da ne boš nikoli v življenju več risal? Zakaj? se je začudil. Zato, ker brez rok ne boš več mogel prijeti svinčnika, sem mu besno odvrnil in potem sem ukazal svojim fantom, da so ga zgrabili in mu s sekiro odsekali obe roki v zapestju. Kar takega smo pustili ležati na sredi prašne ceste, da je izkrvavel. Še dolgo smo slišali za seboj njegovo javkanje, kajti kolono prekletih belčkov smo odpeljali na pobočje Krima ter jih tam pobili kakor zajce. Nismo zapravljali streliva, kar s koli smo jim zlomili tilnik.
Frenk je molčal in molčali so tudi drugi. Takšnih zgodb so poznali veliko ...«